# Villa Panna

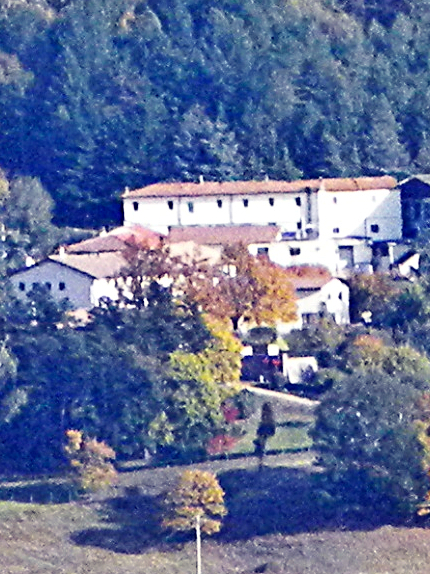

A Villa Panna é um palácio italiano que se encontra a localidade de Panna, próximo de Scarperia, 25 km a norte de Florença.

## História e arquitectura
Originalmente, a villa era uma propriedade dos Médici que, em 1427, encarregaram Michelozzo de transformar a casa de lavoura de então numa luxuosa villa, circundada de hortas, jardins e um parque para a caça e flanqueada por um oratório. Parece que o nome da villa e da localidade derivaram das ténues cores do reboco, precisamente cor "panna". Na época, a herdade foi usada para a pecuária e para a agricultura; em particular, foram importados muitos touros da Suíça, enquanto, por outro lado, foi aqui montado por um certo período um curioso serralho de camelos que, no entanto, se adaptaram mal ao rígido inverno apenínico e, por esse motovo, foram transferidos para San Rossore, uma fracção da comuna de Pisa.
Depois, a villa tornou-se propriedade dos marqueses Torrigiani, que a mandaram modernizar em estilo romântico, com um parque à inglesa onde se encontrava um lago artificial e um Belvedere, além de numerosas estátuas e decorações. Estes foram os primeiros a utilizar uma nascente vizinha como indústria para a água mineral (1860), que era engarrafada manualmente e levada para Florença com os cavalos, depois rotulada e vendida em garrafões.
Perto da entrada principal encontra-se um cadastro datado de 1792, que retrata toda a extensão da propriedade. No mesmo espaço, uma placa recorda a visita do Rei Humberto I. Segue-se depois uma sala decorada por serviços de prata oitocentistas e a Sala Camino, datada da década de 1950. Existe depois uma sala panorâmica em direcção ao parque e um jardim interior quinhentista, decorado por estátuas com tema bucólico na época dos Torrigiani. 
O aspecto actual da igreja remonta ao século XVI. Dotada de dois acessos, um pela villa e outro pelo exterior, conserva uma imagem robbiana e um palco coberto por vitral do qual os nobres assistiam às funções religiosas. 
A villa é a sede histórica dos estabelecimentos da Acqua Panna.